# USS Stickleback (SS-415)
USS Stickleback (SS-415) – amerykański okręt podwodny typu Balao. Utracony w 1958 roku wskutek przypadkowego staranowania przez niszczyciel USS Silverstein.

## Historia jednostki
Budowę okrętu rozpoczęto 1 marca 1944 roku w stoczni Mare Island Naval Shipyard w Vallejo w Kalifornii, wodowanie nastąpiło 1 stycznia 1945 roku. Okręt wyszedł na pierwszy patrol bojowy kilka dni przed zakończeniem wojny na Pacyfiku. Po przerwaniu działań bojowych okręt uratował 19 rozbitków z zatopionego kilka dni wcześniej przez okręt podwodny „Jallao” transportowca japońskiego, po czym powrócił do bazy Guam na Marianach. 26 czerwca 1946 roku został wycofany ze służby w United States Navy i skierowany do rezerwy Floty Pacyfiku. 6 września 1946 roku został przywrócony do służby i operując z bazy San Diego, wypełniał zadania szkoleniowe.
W listopadzie 1952 roku rozpoczęto modernizacje układu napędowego okrętu do standardu GUPPY II. Od lutego do lipca 1954 wspierał siły ONZ na Półwyspie Koreańskim, po czym wrócił do bazy Pearl Harbor na Hawajach. Przez następne cztery lata pełnił służbę, uczestnicząc w ćwiczeniach z zakresu zwalczania okrętów podwodnych i biorąc udział w opracowywaniu taktyki tego typu działań. 29 maja 1958 roku został przypadkowo staranowany i zatopiony przez niszczyciel eskortowy „Silverstein” w pobliżu Hawajów. W tym dniu okręt przeprowadzał symulowany atak torpedowy na niszczyciel, jednak przy zejściu na głębokość testową musiał się wynurzyć z powodu awarii napędu. Wynurzenie nastąpiło około 180 metrów przed dziobem "Silversteina", nie udało się więc uniknąć kolizji. W akcji ratunkowej ocalono załogę okrętu podwodnego, nie zdołano jednak ocalić samego "Sticklebacka". 30 czerwca 1958 roku marynarka amerykańska wykreśliła okręt z rejestru jednostek.